# María Alejandra Camargo
María Alejandra Camargo Jiménez (Bucaramanga, 24 de septiembre de 1997) es una arquitecta, modelo y reina de belleza colombiana poseedora del título de Miss Earth Colombia 2024. Asimismo representará a Colombia en el certamen internacional Miss Tierra 2024.

## Biografía
María Alejandra Camargo nació en Bucaramanga, Santander el 24 de septiembre de 1997. Es hija de Abedulio Camargo y Luz Emilia Jiménez y tiene un hermano mayor. Estudió la secundaria en New Cambridge School ubicado en Floridablanca, Santander. Mientras que su posterior formación académica tuvo lugar en la Universidad Santo Tomás de su ciudad natal donde se graduó como arquitecta cum laude.

## Participación en concursos de belleza

### Miss Universe Santander 2021
María Alejandra fue seleccionada como Miss Universe Santander por Natalie Ackermann durante la convocatoria nacional y posteriormente oficializada por la gobernación de Santander.

### Miss Universe Colombia 2021
Participó en Miss Universe Colombia 2021, el 18 de octubre de 2021 en el Chamorro City Hall de la ciudad de Bogotá. Compitió contra otros 24 candidatas, pero al final no logró ser parte del Top 13. La ganadora del concurso fue Valeria Ayos de Cartagena.

### Miss Earth Colombia 2024
Camargo fue designada como Miss Earth Colombia 2024 luego de un comunicado de la organización nacional a la prensa nacional en la cuenta de Instagram, finalmente el 6 de julio de 2024 fue nombrada públicamente como la representante de su país en el Miss Tierra 2024.